# Grad Grižane
Grad Grižane ali tudi Belgrad je stal na 250 metrov visokem vrhu pečine nad naseljem Grižane, ki je bil za Frankopane eden glavnih strateških obrambnih objektov v Vinodolu. Grad je stal že leta 1225, vendar ni najstarejša utrdba grofov Krških Frankopanov. V bližini gradu sta še druga dva, od devetih omenjenih v Vinodolskem zakoniku. Iz njegovih ostankov je razvidno, da je imel nepravilni pravokotni tloris z valjastimi stolpi na vogalih. Grad je bil domnevno močno poškodovan v potresu leta 1323, ki je prizadel dolino Vinodol. Leta 1449 je z gradom Grižane upravljal grof Martin Frankopan poznan kot »pobožni«, ki je ustanovitelj luke Crikvenice. V 16. stoletju je z trdnjavo upravljal Bernardin Frankopan. Posest ali gospostvo v Grižanah je od polovice 17. stoletja v lasti Zrinskih. Peter Zrinski je imel tu 360 podložnikov. Potem ko je bil Peter Zrinski leta 1671 na Dunajskem Novem mestu usmrčen, je grad po cesarskem ukazu izropal kapitan Gall Zenggi. 
Kasneje je bil sinu Nikole Zrinskega, ki je ostal zvest cesarju, vrnjen Adamu Zrinskemu. Ko je ta leta 1691 padel tudi v bitki pri Slankamenu, je njegovo posestvo prešlo na ogrsko kraljevsko komoro, nato pa na avstrijsko komoro. Zaradi pomanjkljivega vzdrževanja je grad sčasoma začel propadati. Območje vasi Belgrad je bilo leta 1462 podarjeno crikveniškim pavlinom. Crikvenica je bila takrat le pristanišče za Grižane. Leta 1463 je bil sem in v sosednje Grižane prestavljen sedež Vinodolskega kapitlja modruško-krbavske škofije. Hiše kanonikov so bile v zahodnem delu naselja do konca 15. stoletja. Vzhodni del je bil podložniška vas in je služil kot nekakšno predmestje zahodnemu delu. Pred hišami je bila cesta, ki je vodila do gradu, ki so ga ljudje imenovali Belgrad. V vasi so ruševine manjše cerkve in najdenih je bilo več glagoljaških napisov. Naselje je imelo leta 1857 2.632 prebivalcev, leta 1910 pa 3.931 prebivalcev. Do leta 1920 je pripadal okraju Crikvenica v modruško-reški županiji. Kraj je imel leta 2011 le še 934 prebivalcev.

## Zanimivosti
Leta 1498 se je tu rodil Giorgio Giulio Clovio (Juraj Julije Klović), eden najbolj znanih slikarjev miniatur svojega časa.